# Manuel Rivera Valentín
Manuel Rivera Valentín (Málaga, 1851 - 1903) fue un arquitecto español, padre del también arquitecto Manuel Rivera Vera y autor de una extensa obra en su ciudad natal. Comenzó su actividad profesional en los años 1860 y ocupó una plaza de arquitecto municipal en 1883 junto a Gerónimo Cuervo González y la de arquitecto provincial hasta 1900. Perteneció a la Academia Malagueña de Ciencias y colaboró con la Sociedad Propagandística del Clima y Embellecimiento de Málaga. Es el autor del Convento de San José y de diversas actuaciones urbanísticas, así como de obras de canalización del río Guadalmedina.